# Roger Fouts

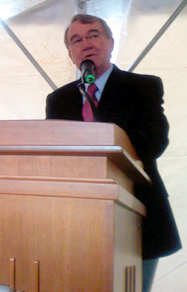
Roger Fouts, 2007

Roger Sheridan Fouts (* 8. Juni 1943 in Sacramento, Kalifornien) ist Psychologe und Anthropologe und erforscht seit den 1960er-Jahren die Kommunikationsfähigkeit der Schimpansen. Sein Team lehrte mehrere Schimpansen Begriffe der Gebärdensprache der Gehörlosen (American Sign Language, ASL) und gewann so Erkenntnisse über die kognitiven Fähigkeiten unserer nächsten Verwandten.

## Leben
Roger Fouts studierte Psychologie am California State College in Long Beach, wo er 1965 mit dem Bachelor-Examen abschloss. Zunächst hatte Fouts das Ziel, Kinderpsychologe zu werden. Er begann jedoch auf Vorschlag von Beatrix und Allen Gardner eine Studie auf dem Gebiet der Verhaltensforschung und erwarb 1971 den Doktorgrad im Fach experimentelle Psychologie an der Universität von Nevada in Reno.
Schon in seinem Grundstudium hatte er sich speziell mit dem Verhalten der Menschenaffen befasst. Von 1967 bis 1970 war Roger Fouts wissenschaftlicher Assistent beim „Washoe Projekt“ der Universität von Nevada, d. h., er verbrachte fast seine gesamte Zeit mit der jungen Schimpansin Washoe, der er für seine Doktorarbeit die American Sign Language beibrachte. Auch die Schimpansin Lucy wurde von ihm unterrichtet. Ab 1970 lehrte er Psychologie an der Universität von Oklahoma, seit 1980 ist er Professor für Psychologie an der Central Washington University. Seit 1981 ist Fouts auch Präsident der Organisation „Friends of Washoe“.
Roger Fouts ist verheiratet mit Deborah H. Fouts und hat mit ihr drei Kinder.

## Forschungsthemen
Roger Fouts befasst sich noch immer insbesondere mit der Kommunikation bei Menschenaffen und Menschen, mit vergleichender Psychologie und mit Psycholinguistik. Ferner setzt er sich ein für Verbesserung der Haltungsbedingungen von Schimpansen, für das Verbot medizinischer Experimente an Menschenaffen und für den Schutz der frei lebenden Schimpansen-Populationen. Seine bahnbrechende Arbeit mit Washoe – die in seiner Nähe lebte – und mit anderen Schimpansen hat tiefe Einblicke in das Denken und Fühlen unserer nächsten Verwandten geliefert und gravierende Auswirkungen auf die Theorien vom Ursprung unserer eigenen Sprache.
Roger Fouts hat sich in zahlreichen Fachaufsätzen, populärwissenschaftlichen Veröffentlichungen sowie Funk- und Fernsehauftritten für das Wohlergehen der Schimpansen eingesetzt. In Deutschland bekannt wurde er nicht zuletzt durch den Erfolg seines Buches „Unsere nächsten Verwandten“, in dem er u. a. ausführlich die erstaunlichen Sprachfertigkeiten der mit ASL-kommunizierenden Menschenaffen beschreibt.
Aufgrund seiner Forschungsarbeiten gilt es heute als gesichert, dass Schimpansen mehrere hundert Begriffe der Gebärdensprache erlernen, sinnvoll benutzen und auch spontan und kreativ zu Begriffsketten verknüpfen können. Nachgewiesen wurde ferner die Fähigkeit, wenn-dann-Beziehungen zu verstehen und selbst zu benutzen („Wenn du mir die Flasche bringst, dann bekommst du eine Banane“).

## Schriften (Auswahl)
- Roger Fouts: Acquisition and Testing of Gestural Signs in Four Young Chimpanzees. In: Science. Band  180, Nr. 4089, 1973, S. 978–980, doi:10.1126/science.180.4089.978.
- Roger Fouts, Deborah H. Fouts und Donna Schoenfeld: Sign Language Conversational Interaction Between Chimpanzees. In: Sign Language Studies. Band 42, 1984, S. 1–12, Zusammenfassung (PDF)
- Roger Fouts und Deborah H. Fouts: Loulis in conversation with the cross-fostered chimpanzees. In: R. Allen Gardner, Beatrice T. Gardner und Thomas E. Van Cantfort (Hrsg.): Teaching sign language to chimpanzees. State University of New York Press, Albany 1989, S. 293–307, ISBN 978-0-88706-965-9.
- Shannon Nicole Cianelli und  Roger Fouts: Chimpanzee to chimpanzee American Sign Language. In: Human Evolution. Band 13, 1998, S. 147–159, doi:10.1007/BF02436502.
- Roger Fouts, Stephen Tukel Mills: Unsere nächsten Verwandten. Von Schimpansen lernen, was es heißt, ein Mensch zu sein. Limes Verlag, München 1998, ISBN 3-8090-3013-9 (2002 als Taschenbuch erschienen bei Droemer Knaur, ISBN 3-426-77420-8).

## Belege
1. ↑  Curriculum Vitae (Memento vom 8. Oktober 1999 im Internet Archive).
2. ↑  Roger Fouts: Biography & Bibliography. (Memento vom 7. Mai 2015 im Internet Archive). Im Original publiziert auf dem Webserver der Muskingum University.

| Personendaten    | Personendaten                                                     |
| ---------------- | ----------------------------------------------------------------- |
| NAME             | Fouts, Roger                                                      |
| ALTERNATIVNAMEN  | Fouts, Roger Sheridan                                             |
| KURZBESCHREIBUNG | US-amerikanischer Psychologe, Anthropologe und Verhaltensforscher |
| GEBURTSDATUM     | 8. Juni 1943                                                      |
| GEBURTSORT       | Sacramento, Kalifornien, USA                                      |